# Philippe Troussier
Philippe Troussier (París, 21 de març de 1955) és un exfutbolista i entrenador francès. Va dirigir la selecció japonesa (1998-2002).